# John Henry Hubbard

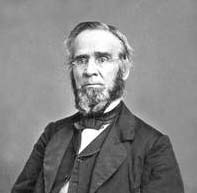
John Henry Hubbard

John Henry Hubbard (* 24. März 1804 in Salisbury, Litchfield County, Connecticut; † 30. Juli 1872 in Litchfield, Connecticut) war ein US-amerikanischer Politiker. Zwischen 1863 und 1867 vertrat er den Bundesstaat Connecticut im US-Repräsentantenhaus.

## Werdegang
John Hubbard besuchte die öffentlichen Schulen seiner Heimat. Nach einem anschließenden Jurastudium und seiner im Jahr 1828 erfolgten Zulassung als Rechtsanwalt begann er in Lakeville in seinem neuen Beruf zu praktizieren. Zwischen 1849 und 1852 war Hubbard auch als Staatsanwalt tätig. Gleichzeitig begann er eine politische Laufbahn. Von 1847 bis 1849 saß er im Senat von Connecticut. Im Jahr 1855 zog er nach Litchfield, wo er ebenfalls als Rechtsanwalt arbeitete.
Hubbard wurde Mitglied der 1854 gegründeten Republikanischen Partei.  Bei den Kongresswahlen des Jahres 1862 wurde er im vierten Wahlbezirk von Connecticut in das US-Repräsentantenhaus in Washington, D.C. gewählt, wo er am 4. März 1863 die Nachfolge des Demokraten George C. Woodruff antrat. Nach einer Wiederwahl im Jahr 1864 konnte er bis zum 3. März 1867 zwei zusammenhängende Legislaturperioden im Kongress absolvieren. Diese waren von den Ereignissen des Bürgerkrieges und den ersten Jahren der Reconstruction  in den vormaligen Konföderierten Staaten bestimmt. In der zweiten Legislaturperiode kam es auch im Kongress zu heftigen Diskussionen um die Politik von Präsident Andrew Johnson. Im Jahr 1866 wurde Hubbard von seiner Partei nicht für eine weitere Amtszeit nominiert.
Nach dem Ende seiner Zeit im US-Repräsentantenhaus zog sich John Hubbard aus der Politik zurück. Er praktizierte bis zu seinem Tod im Juli 1872 wieder als Anwalt.